# Nick & Simon
Nick & Simon (lies: Nick en Simon) sind ein niederländisches Pop-Duo.

## Karriere
Im Jahr 2006 formierte sich das Gesangsduo Nick und Simon. In den Niederlanden und Belgien feiern sie seit 2006 große Erfolge. 
Seit 2012 sind Nick & Simon als Juroren bei der niederländischen Version von The Voice Kids zu sehen. Zuvor waren sie schon von 2010 bis 2012 ein Teil der Jury in The Voice of Holland.
Im Jahr 2014 erschien ihr erstes Best-of-Album und sie haben ihr erstes Album Ein neuer Tag in deutscher Sprache veröffentlicht. Auf dem Album befinden sich die deutschen Versionen von einigen ihrer niederländischen Hits. Im selben Jahr gingen sie auf eine Promotiontour durch Deutschland und hatten Auftritte beim ZDF-Fernsehgarten.
Ebenfalls 2014 spielten sie im Film Gooische Vrouwen 2 mit, der auf der Serie Feine Freundinnen von Linda de Mol basiert.
Im Jahr 2015 gewannen sie bei den 100%NL Awards in der Kategorie "Künstler des Jahres". Ebenso 2015 sollen die auf dem niederländischen Sender SBS eine eigene Musikshow mit dem Titel "Lekker Nederlands" (in Etwa: Schön auf Niederländisch ) bekommen.

## Privates

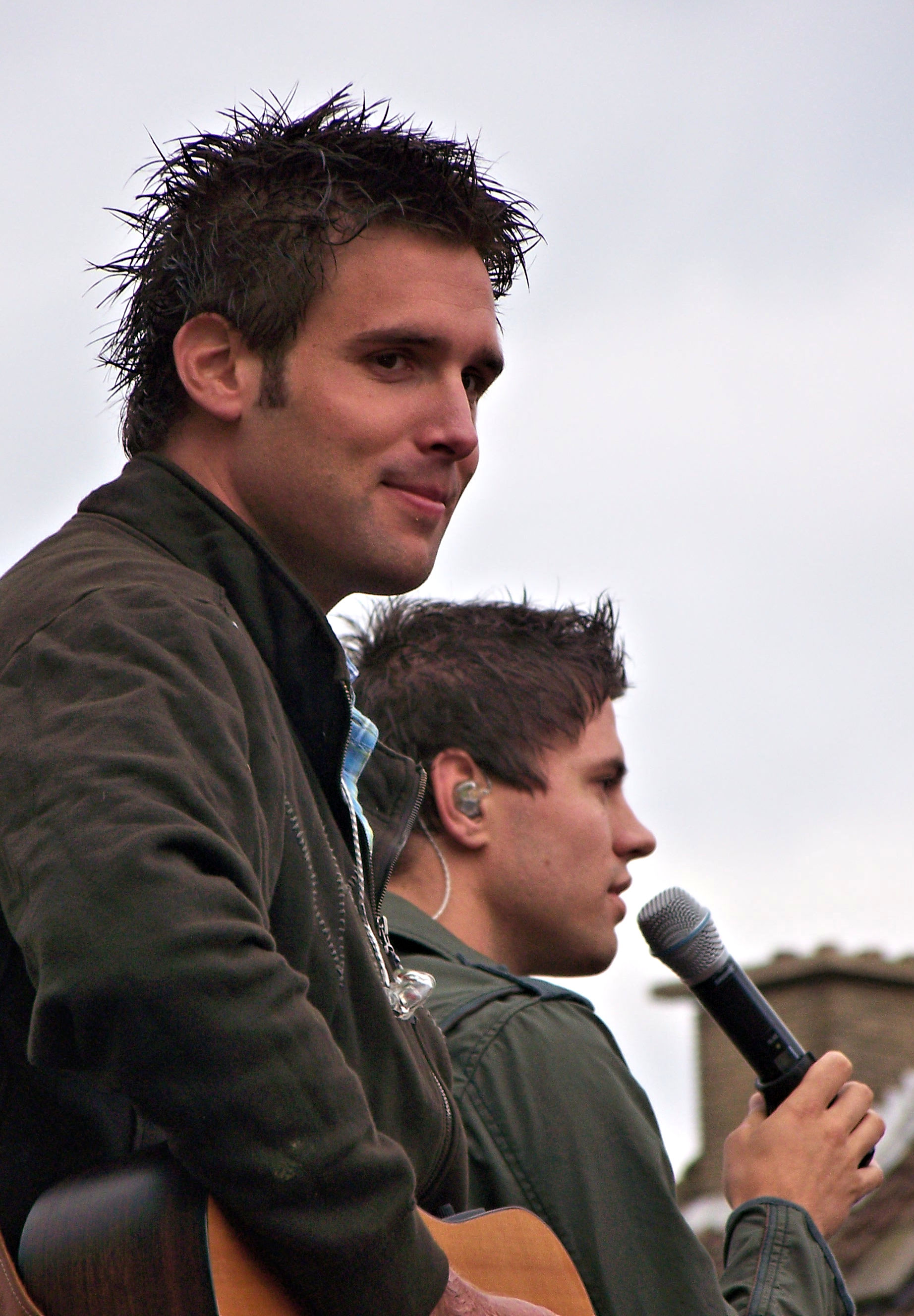
Nick Schilder bei einem Konzert in Assen

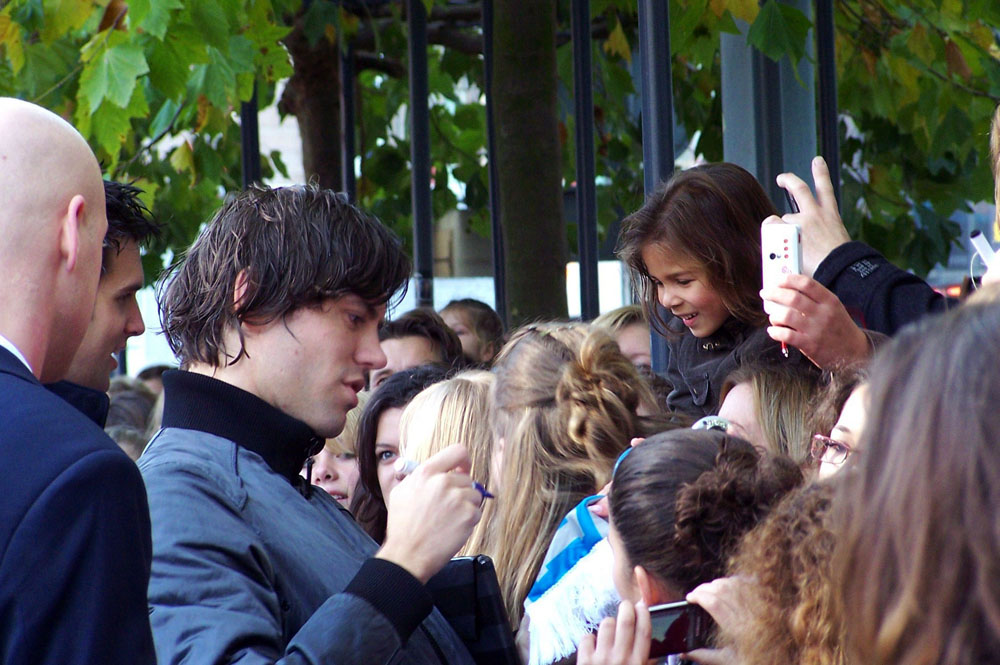
Simon Keizer nach einem Konzert in Amstelveen

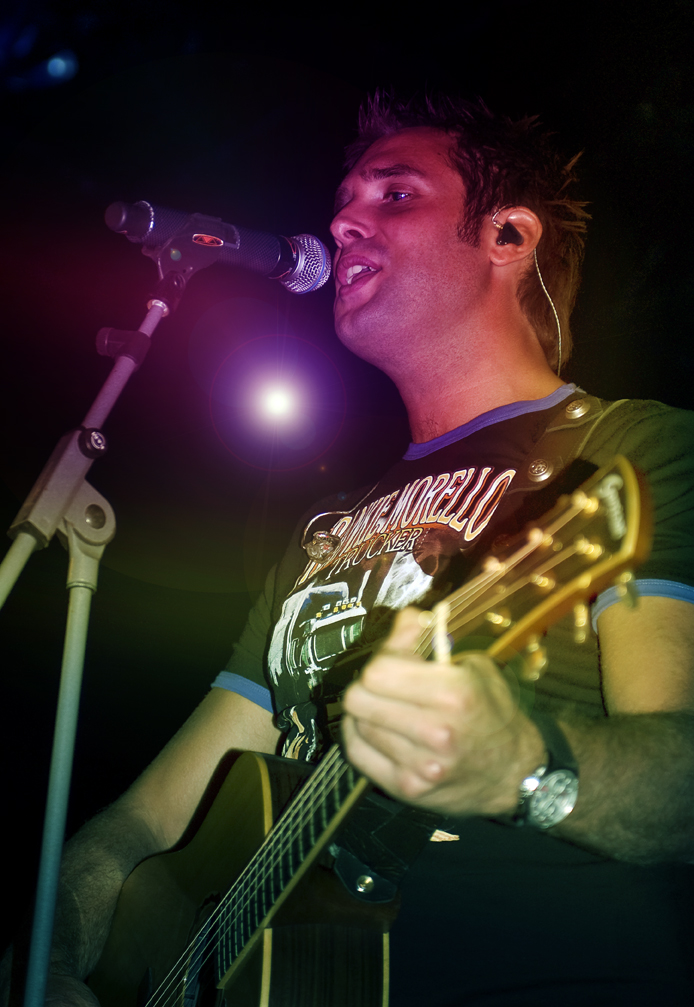
Nick Schilder bei einem Konzert in Wenhout

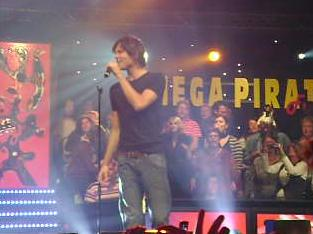
Simon beim MegaPriratenFestijn in Marum

Die Band besteht aus Nick Schilder, der am 6. November 1983 in Volendam geboren ist. Er kommt aus einer musikalischen Familie, die noch weitere bekannte Musiker hervorbrachte, zum Beispiel Anny Schilder. Er lernte im Jahr 2000, im Alter von 16 Jahren, Simon Keizer in der Schule kennen. Jener ist am 16. Mai 1984 ebenfalls in Volendam geboren und ist der Neffe des BZN-Sängers Jan Keizer. Seither machen sie zusammen Musik und sie bekamen 2006 ihren ersten Plattenvertrag.

## Diskografie

### Alben
| Jahr | Titel                                                         | Höchstplatzierung, Gesamtwochen, AuszeichnungChartplatzierungen (Jahr, Titel, Platzierungen, Wochen, Auszeichnungen, Anmerkungen) | Höchstplatzierung, Gesamtwochen, AuszeichnungChartplatzierungen (Jahr, Titel, Platzierungen, Wochen, Auszeichnungen, Anmerkungen) | Höchstplatzierung, Gesamtwochen, AuszeichnungChartplatzierungen (Jahr, Titel, Platzierungen, Wochen, Auszeichnungen, Anmerkungen) | Anmerkungen                                                         |
| Jahr | Titel                                                         | BEF | NL | DE | Anmerkungen                                                         |
| ---- | ------------------------------------------------------------- | --- | --- | --- | ------------------------------------------------------------------- |
| 2006 | Nick & Simon                                                  | — | NL6 ×2Doppelplatin · (104 Wo.)NL                                                                                                  | — | Erstveröffentlichung: 5. Mai 2006                                   |
| 2007 | Vandaag                                                       | — | NL1 ×4Vierfachplatin · (105 Wo.)NL                                                                                                | — | Erstveröffentlichung: 29. November 2007                             |
| 2009 | Luister                                                       | BEF28 (12 Wo.)BEF | NL1 ×2Doppelplatin · (104 Wo.)NL                                                                                                  | — | Erstveröffentlichung: 13. Februar 2009                              |
| 2010 | Fier                                                          | BEF9 Platin · (10 Wo.)BEF | NL1 ×2Doppelplatin · (71 Wo.)NL                                                                                                   | — | Erstveröffentlichung: 1. Oktober 2010                               |
| 2011 | Symphonica in rosso                                           | BEF43 (22 Wo.)BEF | NL1 ×2Doppelplatin · (75 Wo.)NL                                                                                                   | — |                                                                     |
| 2012 | Sterker                                                       | BEF3 (30 Wo.)BEF | NL1 Platin · (60 Wo.)NL | — | Erstveröffentlichung: 21. September 2012                            |
| 2013 | Christmas With … – Merry X-mas Everyone!                      | BEF32 (14 Wo.)BEF | NL2 (15 Wo.)NL | — | Erstveröffentlichung: 11. Oktober 2013                              |
| 2014 | Ein neuer Tag                                                 | — | NL34 (1 Wo.)NL | — | Erstveröffentlichung: 11. April 2014 Erstes deutschsprachiges Album |
| 2014 | Herinneringen – Het beste van Nick & Simon                    | BEF4 (40 Wo.)BEF | NL1 Gold · (65 Wo.)NL | — | Erstveröffentlichung: 20. Juni 2014                                 |
| 2014 | Christmas With… – It’s Beginning to Look a Lot Like Christmas | BEF91 (9 Wo.)BEF | NL1 Platin · (15 Wo.)NL | — | Erstveröffentlichung: 7. November 2014                              |
| 2015 | Open                                                          | BEF8 (17 Wo.)BEF | NL1 Gold · (21 Wo.)NL | — | Erstveröffentlichung: 18. September 2015                            |
| 2017 | Aangenaam                                                     | BEF5 (16 Wo.)BEF | NL1 Gold · (29 Wo.)NL | — | Erstveröffentlichung: 22. September 2017                            |
| 2020 | NSG                                                           | BEF13 (8 Wo.)BEF | NL1 Gold · (31 Wo.)NL | — | Erstveröffentlichung: 6. November 2020                              |
| 2022 | Nu of ooit                                                    | — | NL1 (6 Wo.)NL | — | Erstveröffentlichung: 4. November 2022                              |

### Singles
| Jahr | Titel Album                                | Höchstplatzierung, Gesamtwochen, AuszeichnungChartplatzierungen (Jahr, Titel, Album, Platzierungen, Wochen, Auszeichnungen, Anmerkungen) | Höchstplatzierung, Gesamtwochen, AuszeichnungChartplatzierungen (Jahr, Titel, Album, Platzierungen, Wochen, Auszeichnungen, Anmerkungen) | Höchstplatzierung, Gesamtwochen, AuszeichnungChartplatzierungen (Jahr, Titel, Album, Platzierungen, Wochen, Auszeichnungen, Anmerkungen) | Anmerkungen                                                                                 |
| Jahr | Titel Album                                | BEF | NL | DE | Anmerkungen                                                                                 |
| ---- | ------------------------------------------ | --- | --- | --- | ------------------------------------------------------------------------------------------- |
| 2006 | Vaarwel verleden / De soldaat Nick & Simon | — | NL21 (4 Wo.)NL | — | Erstveröffentlichung: 15. September 2006                                                    |
| 2007 | Herwinnen                                  | — | NL21 (4 Wo.)NL | — | Erstveröffentlichung: 3. Februar 2007 live mit Metropole Orkest                             |
| 2007 | Kijk omhoog Vandaag                        | — | NL6 (10 Wo.)NL | — | Erstveröffentlichung: 24. August 2007                                                       |
| 2007 | Pak maar m’n hand Vandaag                  | — | NL12 (9 Wo.)NL | — | Erstveröffentlichung: 16. November 2007 Soundtrack zum Film De scheepsjongens van Bontekoe  |
| 2008 | Rosanne Vandaag                            | — | NL4 (16 Wo.)NL | — | Erstveröffentlichung: 7. März 2008                                                          |
| 2008 | Hoe lang? Vandaag                          | — | NL3 (11 Wo.)NL | — | Erstveröffentlichung: 15. August 2008                                                       |
| 2009 | Vallende sterren Luister                   | — | NL19 (7 Wo.)NL | — | Erstveröffentlichung: 16. Januar 2009                                                       |
| 2009 | De dag dat alles beter is Luister          | — | NL28 (4 Wo.)NL | — | Erstveröffentlichung: 10. April 2009                                                        |
| 2009 | Lippen op de mijne Luister                 | — | NL13 Gold · (9 Wo.)NL | — | Erstveröffentlichung: 7. August 2009                                                        |
| 2009 | Het masker / Santa’s party Luister         | — | NL8 (11 Wo.)NL | — | Erstveröffentlichung: 6. November 2009                                                      |
| 2010 | Een nieuwe dag Fier                        | — | NL26 (8 Wo.)NL | — | Erstveröffentlichung: 20. August 2010                                                       |
| 2010 | Door jou Luister                           | BEF14 (2 Wo.)BEF | — | — |                                                                                             |
| 2010 | Vlinders Fier                              | — | NL22 (10 Wo.)NL | — | Erstveröffentlichung: 26. November 2010                                                     |
| 2011 | Wijzer (dan je was) Symphonica in rosso    | — | NL27 (3 Wo.)NL | — | Erstveröffentlichung: 14. März 2011                                                         |
| 2011 | One Thousand Voices –                      | — | NL1 (8 Wo.)NL | — | als Mitglied von The Voice of Holland (mit Marco Borsato, Angela Groothuizen und VanVelzen) |
| 2012 | Vrij Sterker                               | — | NL13 (8 Wo.)NL | — | Erstveröffentlichung: 13. April 2012                                                        |
| 2012 | Alles overwinnen Sterker                   | — | NL22 (5 Wo.)NL | — | Erstveröffentlichung: 30. Juli 2012                                                         |
| 2013 | Julia Sterker                              | — | NL1 Platin · (8 Wo.)NL | — | Erstveröffentlichung: 8. März 2013                                                          |

Weitere Singles
- 2006: Steeds weer
- 2006: Verloren
- 2011: Een zomer lang
- 2013: Geluksmoment
- 2013: Best Time of the Year
- 2014: Dans heel dicht bij mij
- 2014: De horizon
- 2014: Mia
- 2014: Frei (erste Single in deutscher Sprache)

### Videoalben
- 2008: Altijd Dichtbij, Live in Concert (NL: Gold)
- 2009: Overal – Ahoy 2009 (NL: Gold)